# Анбар (мухафаза)
Анбар (араб. الأنبار‎) — мухафаза на западе Ирака. Граничит с Сирией, Иорданией и Саудовской Аравией. Административный центр — город Эр-Рамади. Преобладающая религия ислам суннитского толка, регион входит в так называемый суннитский треугольник.
На территории мухафазы в средневековье находился город Анбар — первая столица Аббасидского халифата.
В июне 2014 года боевики ИГИЛ захватили значительную часть провинции. В 2017 году иракские правительственные силы отвоевали провинцию.

## Округа

Мухафаза Анбар делится на 8 округов:
- Ана[англ.]
- Эль-Хадита[англ.]
- Хит[англ.]
- Эль-Каим[англ.]
- Эль-Фаллуджа[англ.]
- Эр-Рамади[англ.]
- Эр-Рутба[англ.]
- Рава[англ.]

## Населённые пункты
- Алус
- Ана
- Кубайса
- Рава
- Хит
- Эль-Каим
- Эль-Фаллуджа
- Эль-Хаббания
- Эль-Хадита
- Эль-Хаклания
- Эль-Халдия
- Эр-Рутба